# Тым

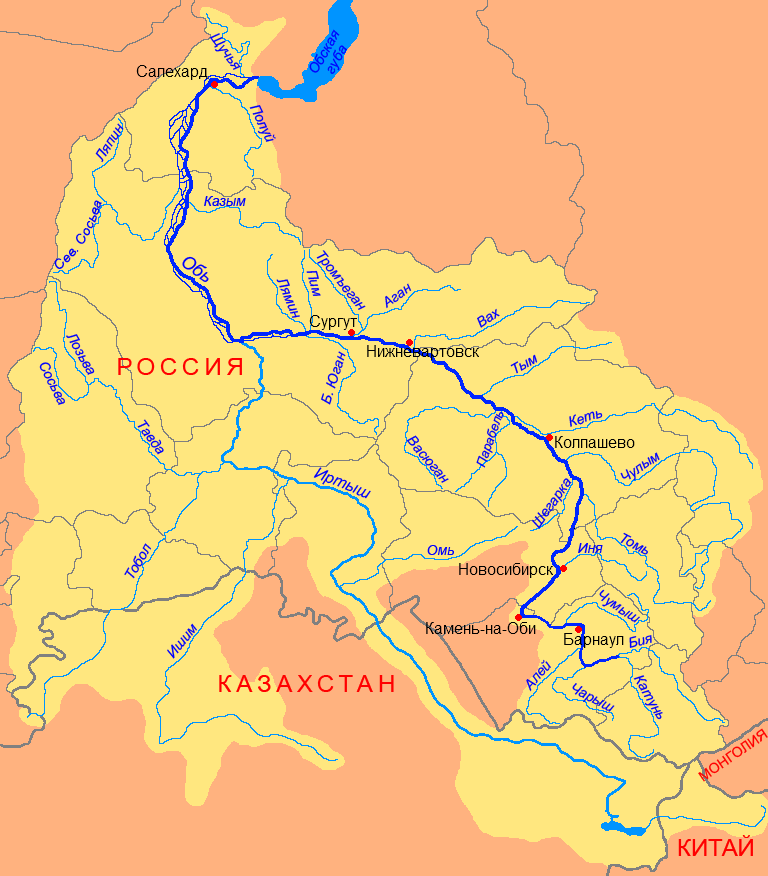
Бассейн Оби

Тым (южноселькупск. Ӄа́лӷы, Ӄа́лӄы) — река в центральной части Западно-Сибирской равнины, правый приток Оби. Протекает по территории Красноярского края и Томской области России.

## Гидрография
Длина — 950 км, площадь бассейна — 32,3 тыс. км². Среднемноголетний годовой сток: 250 м³/с, 7,9 км³/год.
Питание в основном снеговое. Половодье с мая по август. Сковано льдом с октября — начала ноября, вскрывается в конце апреля — мае.
Крупные притоки — Лымбелька, Косес, Сангилька и Ванжиль — правые, Поделга — левый.

## Хозяйственное значение
Населённые пункты (от истока): с. Напас, п. Молодёжный, п. Нёготка, с. Усть-Тым. Село Тымск, несмотря на название, находится не на Тыме, а на Оби, в нескольких километрах от устья Тыма.
Ранее существовавшие населённые пункты: Ванжилькынак (около устья р. Ванжиль), Тедель-Кынек (около устья р. Поделга), Лымбель-Карамо, Пыль-Карамо.
Судоходна на 560 км от устья. По реке осуществляется сплав.